# KZ-Außenlager Bayreuth

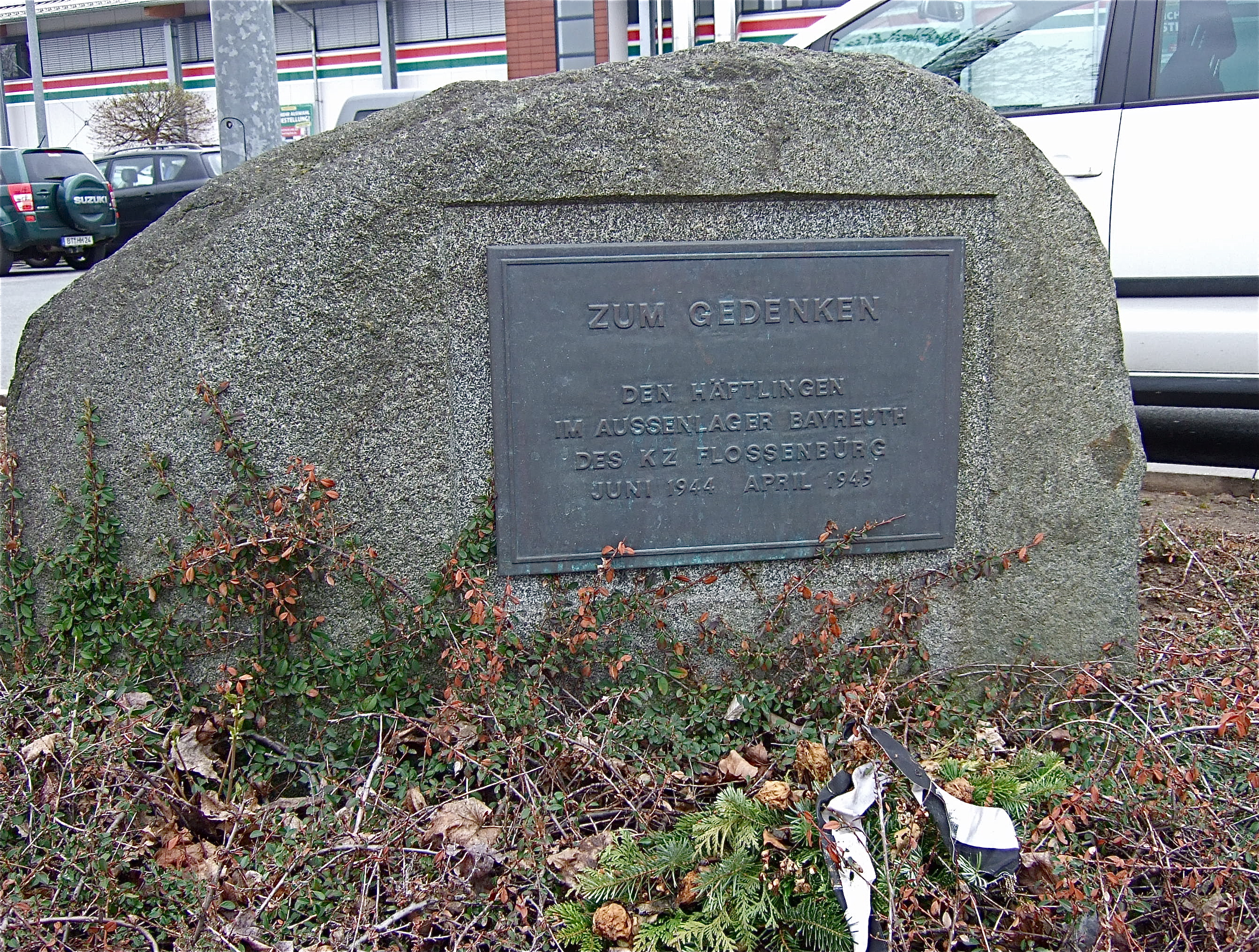
Gedenkstein vor der Umsetzung am Ort des ehemaligen Lagers

Das Konzentrationslager Bayreuth war eine der zahlreichen Außenstellen des Konzentrationslagers Flossenbürg. Es existierte von Mitte Juni 1944 bis zum 11. April 1945. Viele der KZ-Häftlinge, deutsche und ausländische Zwangsarbeiter, die im KZ-Außenlager Bayreuth des Hauptlagers Flossenbürg für die Rüstung arbeiten mussten, wurden hingerichtet oder starben an den Folgen von Haft, Hunger und Misshandlung. Jüdische Häftlinge wurden in Bayreuth nicht eingesetzt.

## Lage
Das Lager befand sich in einem Seitentrakt auf dem Areal der Neuen Baumwollen-Spinnerei Bayreuth in dessen südwestlicher Ecke. Er war durch einen stacheldrahtbewehrten Graben von der Straße und dem Hauptgebäude getrennt.
Aktuell befindet sich auf dem Gelände an der heutigen Spinnereistraße ein Baumarkt. Für dessen Errichtung wurde das Gebäude des Lagers, ein zweigeschossiger Backsteinbau, im Herbst 1994 abgebrochen.

## Vorgeschichte
Nach dem Scheitern der Blitzkriegstrategie und den beginnenden alliierten Bombardierungen wurde die Entwicklung sogenannter Vergeltungswaffen forciert. Hierbei handelte es sich insbesondere um den Marschflugkörper Fieseler Fi 103 (V1) und die Rakete Aggregat 4 (V2). Beide waren mit automatischen Flugsteuerungsanlagen der im Besitz von Bosch befindlichen Berliner Firma Askania, für die ab 1941 Werner Rambauske tätig war, bestückt. Aufgrund kriegsbedingter Engpässe wurden z. B. im Herbst 1943 jedoch nur 30 % der benötigten Geräte ausgeliefert, die sich zudem als sehr störanfällig erwiesen.
Die Produktion der V1 erfolgte im Volkswagenwerk, das ursprünglich für den Bau des KdF-Wagens nahe Fallersleben (seit dem 25. Mai 1945: Wolfsburg) errichtet worden war.

### Bodo Lafferentz

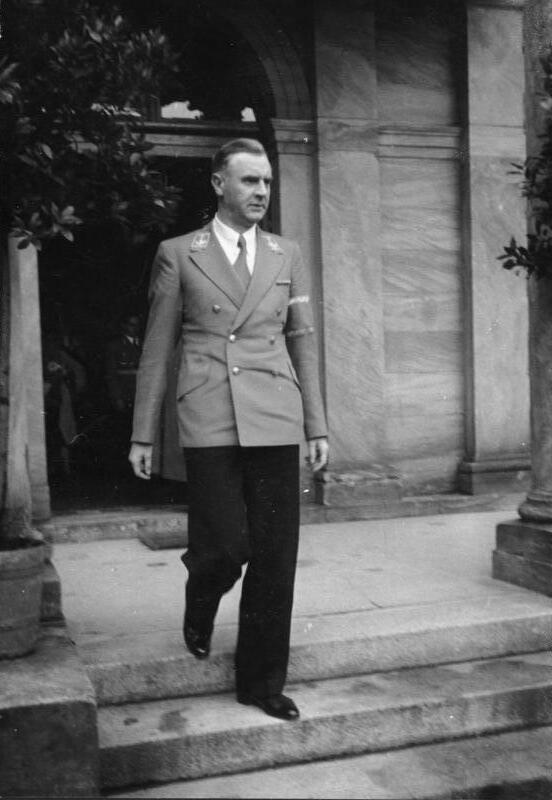
Bodo Lafferentz (Juli 1940), Aufnahme von Heinrich Hoffmann

Der Reichshauptamtsleiter der Organisation Kraft durch Freude (KdF), Bodo Lafferentz, war neben Ferdinand Porsche und Jakob Werlin (ab 1941 Anton Piëch) auch Hauptgeschäftsführer der Volkswagenwerk GmbH. 1939 wurde er SS-Obersturmbannführer und Mitglied des Stabes des Rasse- und Siedlungshauptamts.
Bei der Grundsteinlegung des Volkswagenwerks im Mai 1938 sprach Lafferentz vor Adolf Hitler die einleitenden Worte. Im selben Jahr besuchte er die Bayreuther Festspiele und hatte erstmals Kontakt zur Familie Wagner. Die Schwiegertochter Richard Wagners, Winifred Wagner, war damals Leiterin der Festspiele. Im Dezember 1943 heiratete er deren Tochter Verena.
In seiner Funktion als KdF-Reichshauptamtsleiter wurde Lafferentz für die ab 1940 auf besonderen Wunsch Hitlers veranstalteten „Kriegsfestspiele“ tätig. Seine Einbindung in die Familie Wagner führte zu gelegentlichen Privatkontakten mit deren Duzfreund Hitler, der wiederholt im Haus Wahnfried zu Gast war.
Nach Kriegsbeginn unterstanden Lafferentz im Rahmen der Forschungs- und Verwertungsgesellschaft mbH als einem der beiden Geschäftsführer mehrere „Forschungsinstitute“, die vorwiegend in Berlin und Bayreuth angesiedelt waren. Beispielsweise befasste sich eine etwa vierzig Personen umfassende Gruppe ukrainischer Chemiker in Bayreuth mit der Energiespeicherung in Akkumulatoren.

### Wieland Wagner
Richard Wagners Enkel Wieland gehörte zu den wenigen jungen Männern, die vom Wehrdienst freigestellt waren, offenbar aufgrund einer persönlichen Sonderregelung Hitlers. Der Reichspropagandaminister Joseph Goebbels verhalf ihm 1943 zur Stelle als Chefregisseur der Opernbühne Altenburg, wo er Werke seines Großvaters inszenierte. Im September 1944 ließ Goebbels die deutschen Theater schließen. Damit war die dortige Tätigkeit des 27-jährigen Wieland Wagner beendet, und er lief Gefahr, doch noch zur Wehrmacht oder zum Volkssturm einberufen zu werden. Am 8. Dezember 1944 legte ihm Hitler in einem persönlichen Gespräch nahe, 1945 die Leitung der Festspiele zu übernehmen.

## Geschichte

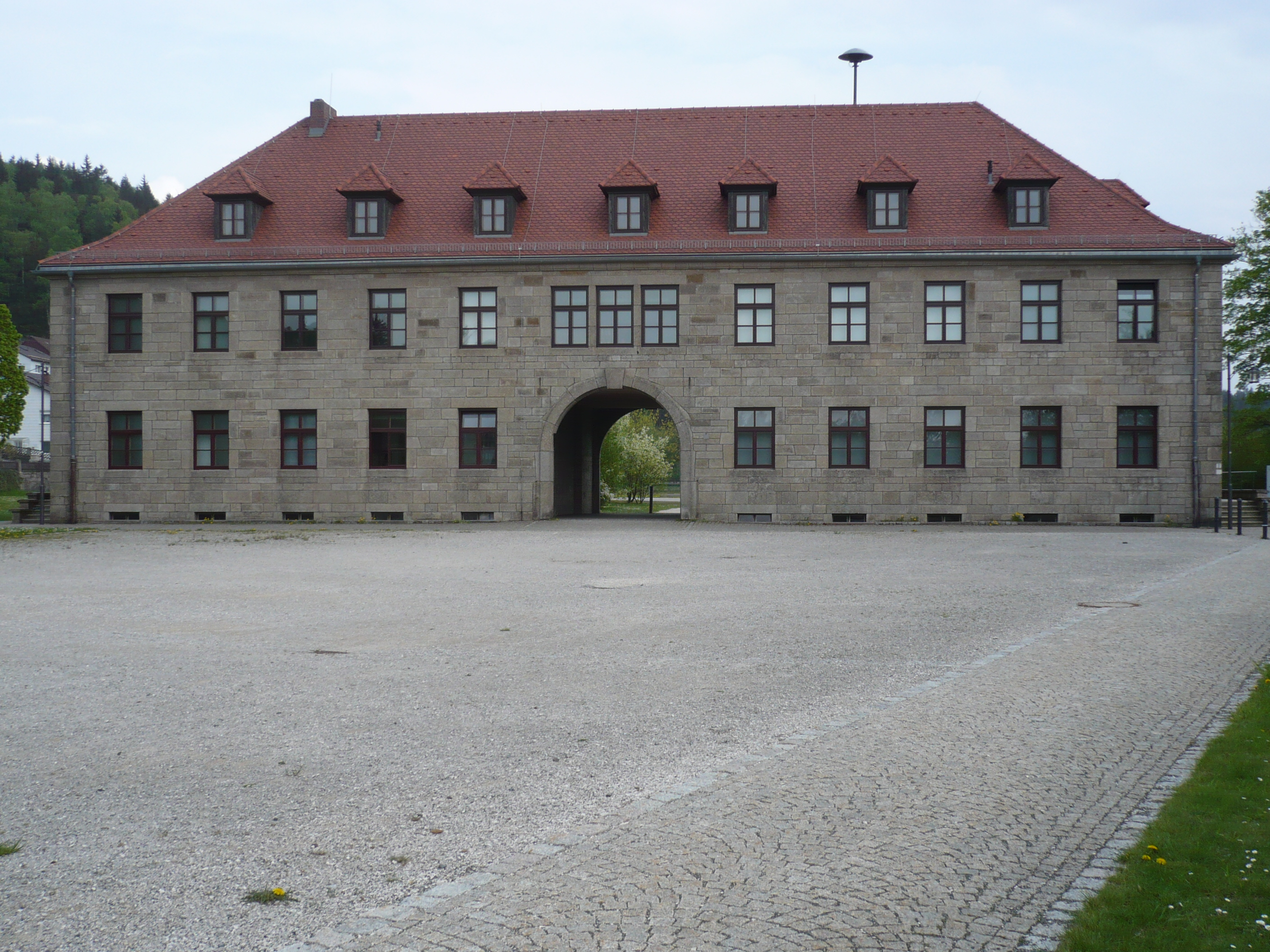
Kommandantur am Eingang zur KZ-Gedenkstätte Flossenbürg

Im März 1944 lief im Volkswagenwerk die Großserienfertigung der Flugbombe Fi 103 (V1) an. Die mangelnde Zielgenauigkeit der Askania-Steuerungsanlagen führte zu einem Auftrag über Steuerungsgeräte an Bodo Lafferentz, der nach wie vor Geschäftsführer der Volkswagenwerks war. Im Rahmen seiner Gesellschaft für Forschung und Entwicklung entstand das Institut für physikalische Forschung in Bayreuth als Außenstelle des Konzentrationslagers Flossenbürg.
Am 26. Mai 1944 beantragte Werner Rambauske die Genehmigung zur Einrichtung eines Arbeitsraums in der vormaligen Zwirnerei der Neuen Baumwollen-Spinnerei sowie zum Bau einer Unterkunftsbaracke für die SS an der Carl-Schüller-Straße 54. Als zweiter Baubedarfsträger trat das Reichsministerium für Luftfahrt auf.

### Aufgaben und Tätigkeiten
Anders als beim Rundfunk lagen die Erwartungen an die Fernsehtechnik vorrangig im Bereich der Rüstungsforschung. Mittels eines Fernsehbilds sollten fernlenkbare Gleitbomben ins Ziel gesteuert werden. Dieser Art der Fernlenkung von Sprengkörpern wurde bei der Lösung der Steuerungsprobleme gegenüber anderen Zielerkennungsverfahren Priorität eingeräumt. Das KZ-Außenlager Bayreuth gehörte zu den Einrichtungen, die am „Projekt Fernsehwaffe“ für die „sehende Bombe“ beteiligt waren.
Die Gefangenen arbeiteten hauptsächlich als Konstruktionszeichner, an Drehbänken und bei der Herstellung feinmechanischer Metallteile. Der größere Zusammenhang ihrer Tätigkeit erschloss sich ihnen offenbar nicht.
Die enge Verwobenheit der Entwicklungsgeschichte des Mediums Fernsehen mit der nationalsozialistischen Rüstungsforschung ist in der öffentlichen Wahrnehmung fast völlig unbekannt.

### Die Wächter
Die SS-Wachmannschaft bestand im Durchschnitt aus 14 Männern und unterstand der Kommandantur des KZ Flossenbürg. Erster Lagerführer in Bayreuth war Adolf Nies, vorher Leiter des Exekutionskommandos sowie Arrest- und Bordellverwalter in Flossenbürg. Nach der Flucht zweier Häftlinge aus Bayreuth am 2. November 1944 wurde er strafversetzt. Sein Nachfolger Arno Schmidt war bereits 1937 Wachmann im KZ Sachsenburg gewesen. Im Winter 1944 wurde ein SS-Hundeführer mit Diensthund nach Bayreuth abkommandiert.

### Die Gefangenen
Bereits am 24. Mai 1944 wurden aus dem Konzentrationslager Neuengamme bei Hamburg 33 KZ-Häftlinge aus unterschiedlichen Nationen nach Flossenbürg überstellt. Schon in Neuengamme waren sie nach beruflichen Qualifikationen als Techniker und technische Zeichner für ihren Einsatz in Bayreuth ausgewählt worden. Am 13. Juni trafen im Außenlager Bayreuth die ersten Häftlinge ein. Am 3. Juli 1944 wurde es mit 38 Häftlingen im Haftstättenverzeichnis des Internationalen Suchdienstes Arolsen erwähnt. Der ehemalige Häftling Ernst Hoyer nannte für Februar 1945 die Zahl von etwa 60 Gefangenen aus zehn Nationen: sieben Deutsche, zwei Niederländer, ein Belgier, acht Franzosen, ein Ukrainer und eine unbestimmte Zahl von Italienern, Polen, Tschechen, Jugoslawen und Russen.
Da die Verantwortlichen ein Interesse an der Erhaltung der Arbeitskraft der Häftlinge hatten, waren die Ernährungslage und die hygienischen Bedingungen offenbar etwas besser als in anderen Außenlagern und dem Stammlager. Bereits mit dem ersten Transport war ein tschechischer Häftlingskoch nach Bayreuth überstellt worden, am 11. November dann ein französischer Häftlingsarzt. In unregelmäßigen Abständen durften die Gefangenen Päckchen von Angehörigen erhalten und gelegentlich in deutscher Sprache verfasste Postkarten versenden. Vermutlich trugen die Häftlinge keine gestreifte Lagerkleidung, sondern Zivilkleidung, auf die großflächig mit Ölfarbe die Buchstaben „KL“ gemalt war. Diese Kleidung stammte möglicherweise von in Auschwitz und Majdanek ermordeten Juden. Zumindest einige der Häftlinge behielten aber ihre in anderen Konzentrationslagern erhaltenen blau-weiß gestreiften Anzüge, in denen sie, z. B. bei von der SS begleiteten Arztbesuchen, auch in der Öffentlichkeit zu sehen waren.
Für einen Häftlingsfacharbeiter wurden der Forschungs- und Verwertungsgesellschaft mbH pro Arbeitstag sechs Reichsmark in Rechnung gestellt. Harte Bestrafungen von Häftlingen wurden im KZ Flossenbürg durchgeführt, wohin auch kranke Häftlinge gebracht wurden. Obwohl alltägliche Gewaltexzesse wie in den Stammlagern „eher selten“ waren, kam es dennoch zu Lagerstrafen wie Stockschlägen und Folterungen vermeintlicher Mitwisser nach Fluchtversuchen. Insbesondere Dr. Rambauske hat, der Aussage eines ehemaligen Häftlings zufolge, die Gefangenen „schlecht behandelt“.
Die Gefangenentransporte nach Bayreuth lassen sich zweifelsfrei rekonstruieren:
- 13. Juni 1944: 33 Häftlinge aus dem KZ Neuengamme (über Flossenbürg) und 5 Häftlinge aus dem Stammlager Flossenbürg
- 8. August 1944: 2 Häftlinge aus dem KZ Neuengamme
- 17. August 1944: 3 Häftlinge aus dem KZ Dachau
- 12. September 1944: 1 Häftling aus dem KZ Groß-Rosen
- 6. November 1944: 20 Häftlinge aus dem KZ Groß-Rosen (darunter 12 Elektriker, 2 technische Zeichner, 2 Dreher, 2 Schneider bzw. Schuster, 1 Elektromechaniker, 1 Mechaniker; mit einer Ausnahme Polen und Russen)
- 11. November 1944: 1 Häftling aus dem Stammlager Flossenbürg
- 3. Februar 1945: 20 Häftlinge aus dem Stammlager Flossenbürg (darunter 8 Italiener)[2]

Insgesamt waren 85 Menschen aus neun Nationen im Außenlager Bayreuth inhaftiert. Detaillierte Erinnerungsberichte liegen von Ernst Hoyer (Holländer, Häftlingsnummer 17566), Henri Clément (Franzose, Häftlingsnummer 10399) und Pierre Sourisse (Franzose, Häftlingsnummer 10334) vor. Die Häftlingsnummern wurden vom Stammlager Flossenbürg vergeben.

### Die Haftbedingungen
Die Nächte verbrachten die Gefangenen im Keller des Gebäudes. Nach dem Morgenappell um 6:30 Uhr wurden sie an ihre Arbeitsplätze geschickt. Weitere Appelle fanden um 12:00 Uhr sowie um 18:30 auf dem Gelände vor dem Eingang zum Keller statt.
Das Essen wurde von den tschechischen Häftlingen zubereitet, mittags gab es Suppe oder Pellkartoffeln, manchmal ein wenig Wurst oder Käse. Abends erhielten die Gefangenen ein Stück Brot mit etwas Margarine oder einem Löffel Marmelade. Die Rationen wurden mit der Zeit kleiner und fielen im Frühjahr 1945 oft ganz aus. Nachweislich wurden auch ein Hund und eine Katze verarbeitet.
Leichte Erkrankungen behandelte der französische Arzt, auch kam es vor, dass Häftlinge in Begleitung der SS zu einem Arzt in die Stadt gebracht wurden (dokumentiert sind ein Augenarzt- und ein Zahnarztbesuch). Da bei schwereren Krankheiten der Rücktransport ins Stammlager drohte, versuchten Gefangene, zum Beispiel Tuberkuloseinfektionen zu verheimlichen.
Das zivile Personal (die Leiter, eine Sekretärin, zwei Ingenieure sowie Schneiderinnen in den oberen Stockwerken) erschien erst nach Arbeitsantritt der Häftlinge und verschwand vor deren Arbeitsende. Da der „Chef“ (gemeint war vermutlich Dr. Rambauske) gelegentlich eine Zeitung herumliegen ließ, waren die Häftlinge über das Vorrücken der amerikanischen Truppen weitgehend informiert.
Kontakte zur einheimischen Bevölkerung bestanden kaum, es ist zu vermuten, dass die Existenz des Lagers und der Häftlinge erst im Zuge der Bombardierungen und der darauf folgenden Aufräumarbeiten bekannt wurde. Schließlich lag das KZ am Rand der Stadt hinter zwei umgenutzten Großspinnereien, in denen Fremdarbeiter für die Rüstung arbeiteten.
Im Vergleich zum Stammlager Flossenbürg, das ein ehemaliger Häftling als „das grauenhafteste Lager, das man sich vorstellen kann“ beschrieb, scheinen die Verhältnisse in Bayreuth erträglicher gewesen zu sein. Ernst Hoyer berichtete, sein Mithäftling André Jooris „dankte Gott dafür, dass er in diesem Kommando untergekommen war“. Der ehemalige Häftling Henri Clément schrieb „es gab keine Hiebe mit Gummiknüppeln“ und „hier gab es ... keine Kapos“. Hoyer allerdings führte einen deutschen Kapo an, den er als „nicht unsympathisch“ bezeichnete.

### Die Fluchten
Am 2. November 1944 gelang zwei deutschen Gefangenen die Flucht. Beide wurden ergriffen, Walter Bahlig wurde am 11. Dezember nach Flossenbürg zurückgeschafft. Werner Ohmacht wurde am 6. Februar 1945 verhaftet und ebenfalls nach Flossenbürg gebracht.
Eine Flucht gelang am 21. Dezember 1944 auch dem russischen Häftling Wiktor Wladimirow, der nicht wieder ergriffen wurde. In der Folge wurden tags darauf 18 Häftlinge nach Flossenbürg rücküberstellt, von denen der Pole Zelislaw Stochnial am 4. Januar 1945 dort ermordet wurde. Zwölf aus dieser Gruppe kamen am 26. Januar 1945 in das Flugzeugmotorenwerk Kamenz der Daimler-Benz AG, ein Außenlager des KZ Groß-Rosen, von denen zwei (Georges Gueriteault und Fernand Degroot) dort nicht überlebten. Drei weitere ehemalige Bayreuther Häftlinge kamen im KZ Dachau um, Grigorij Telitschko am 17. April 1945, Gawril Lubanez und Stanislaus Kubika nach der Befreiung des Lagers im Mai 1945 an den Folgen der Haft.

### Wieland Wagner
Mitte September trat Wieland Wagner, der von seinem Schwager Lafferenz so vor der Einberufung geschützt werden konnte, seinen Dienst im Lager an. Da die Originaldokumente seiner umfangreichen Privatkorrespondenz nicht zugänglich sind, ist seine dortige Tätigkeit weitgehend unbekannt. Die Historikerin Brigitte Hamann bezeichnet ihn als „stellvertretenden zivilen Leiter des Instituts“.

### Die Bombardements
Am Vormittag des 5. April erfolgte der erste amerikanische Bombenangriff, bei dem das angrenzende Gelände der Spinnerei F. C. Bayerlein, wo Steuerungsanlagen für Kampfflugzeuge hergestellt wurden, ein Ziel war. Ab diesem Tag wurden Häftlinge des Außenlagers in kleinen Gruppen zu Aufräumarbeiten und zum Entschärfen von Blindgängern im Stadtgebiet eingesetzt. Sie wurden von SS-Männern und vereinzelt auch vom Volkssturm bewacht.

### Die Todesmärsche
Beim dritten und letzten Luftangriff auf die Stadt wurde am Nachmittag des 11. April auch die Neue Baumwollen-Spinnerei getroffen. An jenem Abend wurde das Außenlager Bayreuth aufgelöst und die verbliebenen 61 Häftlinge in einem dreitägigen Todesmarsch, bei dem ein italienischer Gefangener nach Stiefeltritten und Kolbenschlägen ums Leben kam, nach Flossenbürg getrieben. Weder der Todesort noch die Stelle, an der der vierzigjährige Pietro Sanna verscharrt wurde, ließen sich bisher ermitteln.
Dem polnischen Häftling Tadheusz Wojciechowski gelang auf dem Marsch nach Flossenbürg die Flucht aus einer Scheune. Lagerführer Schmidt befahl den übrigen Gefangenen, sich hinzulegen, jeder dritte (oder fünfte; der Zeuge ist sich nicht sicher) werde als Vergeltung für die Flucht erschossen. Die angekündigten Exekutionen fanden dann aber nicht statt. Am 14. April erreichten die Häftlinge nach einem Fußmarsch über 80 Kilometer Flossenbürg.
Die Auflösung des Lagers Flossenbürg begann am 16. April 1945. Am 20. April mussten die meisten der ehemals Bayreuther Häftlinge in Richtung Bayerischer Wald marschieren. Die Todesmärsche aus dem KZ Flossenbürg forderten nahezu 5000 Todesopfer; ein Teil der Gefangenen, die in Bayreuth interniert gewesen waren, erlebte seine Befreiung nachweislich nicht:
- André Jooris (Belgien), ermordet am 22. April 1945
- Alexander Pruszko (Polen), auf dem Todesmarsch in Richtung Cham
- Jarro Magrini (Italien), vermutlich todkrank im Lager zurückgelassen; verstarb vermutlich am Tag der Befreiung des KZ Flossenbürg am 23. April 1945

### Weitere Todesopfer
- Nikolaj Prinowski, wegen Tuberkulose am 21. März 1945 ins KZ Flossenbürg überstellt, starb dort am 30. März 1945

## Nach 1945
- Bodo Lafferentz wurde im Entnazifizierungsverfahren 1948 als „Schuldiger“ (Kategorie I der Badischen Landesverordnung) eingestuft.
- Adolf Nies wurde für seine Morde als Leiter des Exekutionskommandos im KZ Flossenbürg 1955 zu vier Jahren Zuchthaus und Aberkennung der bürgerlichen Ehrenrechte für drei Jahre verurteilt.
- Dr. Werner Rambauske war aufgrund seiner Kenntnisse über Steuerungssysteme für die Amerikaner von Bedeutung. Sie führten die Forschungen im Schloss Neudrossenfeld bis Oktober 1945 unter seiner Leitung fort. Im Rahmen der Operation Paperclip wurde er in die USA gebracht und war dort für die US-Luftwaffe tätig.[16]
- Arno Schmidt konnte keine Beteiligung an Tötungshandlungen nachgewiesen werden. Er erwarb in den 1950er Jahren eines der früheren SS-Offiziershäuser des KZ Flossenbürg.
- Wieland Wagner wurde im Entnazifizierungsverfahren 1948 als „Mitläufer“ (Kategorie IV) eingestuft und zu einem „Sühnegeld“ von 100 DM verurteilt.

## Gedenkstein

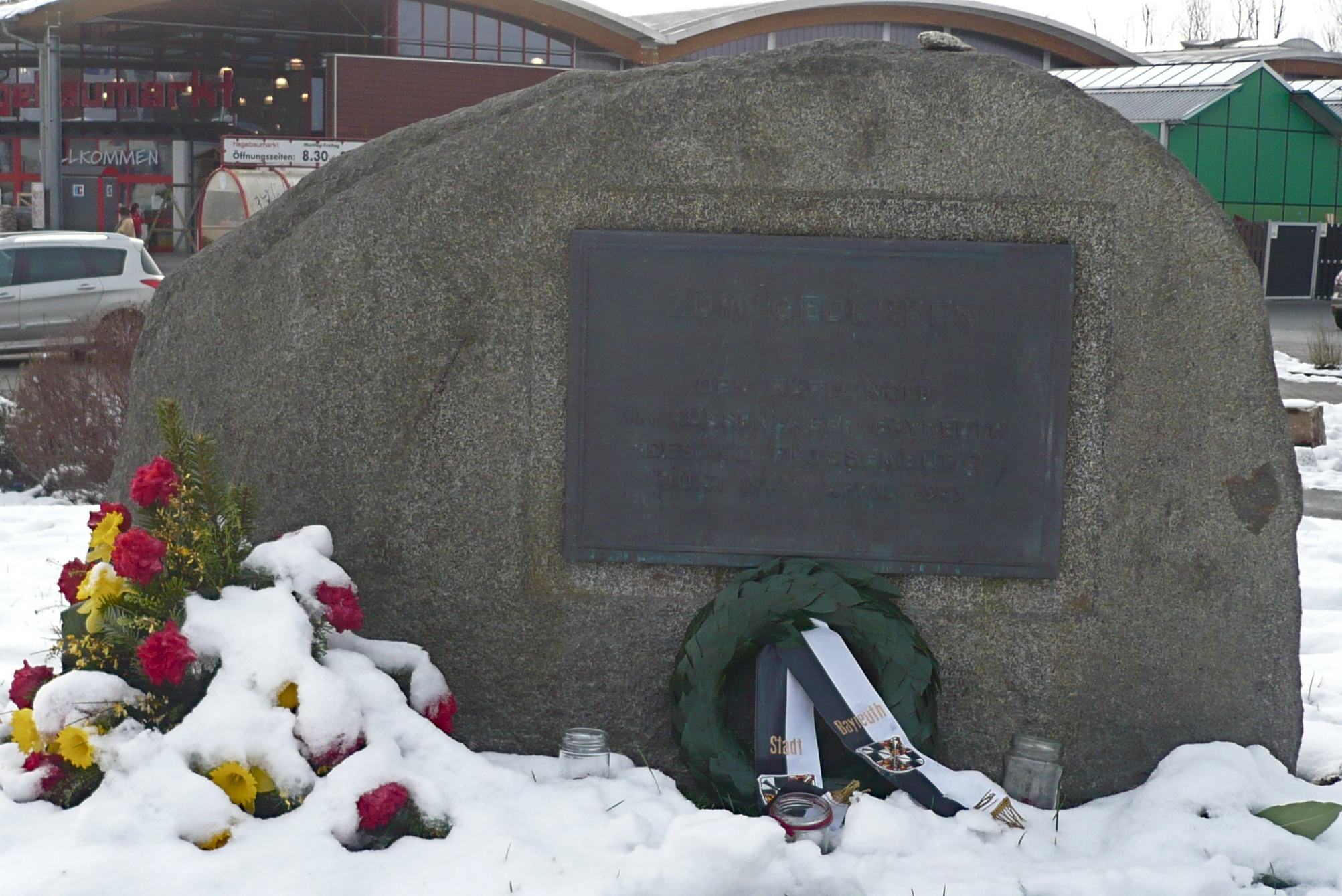
Gedenkstein nach seiner Versetzung

Im Jahr 2000 enthüllte Dieter Mronz, der damalige Oberbürgermeister der Stadt, an der Peripherie des Geländes einen Gedenkstein. Er trägt die Aufschrift „Zum Gedenken Den Häftlingen im Außenlager Bayreuth des KZ Flossenbürg Juni 1944 April 1945“. Im Herbst 2014 wurde er um ca. 120 Meter versetzt und befindet sich nun noch weiter vom ehemaligen Lager entfernt. Diese Maßnahme, die vorher nicht kommuniziert wurde, ist umstritten. Immerhin sei er am gewählten Ort nahe einer Straßenkreuzung auffälliger und werde demnächst mit einer Informationstafel ergänzt.

## Zwangsarbeiter in weiteren Betrieben
Auch in anderen Betrieben der Stadt wurden Zwangsarbeiter eingesetzt, die aber keine KZ-Häftlinge waren. In der benachbarten Spinnerei F. C. Bayerlein ließ die Firma Aero Steuerungsanlagen für Kampfflugzeuge herstellen. Zum 1. Januar 1943 wurde eine Teilproduktion des Elektromotorenwerks der Siemens-Schuckertwerke von Berlin-Siemensstadt in die Mechanische Baumwoll-Spinnerei Bayreuth verlegt, fünfhundert Zwangsarbeiter stellten dort Kontaktregeler her. Ein Verlagerungsbetrieb des Nürnberger Siemens-Schuckertwerks war die Lederwarenfabrik Schatz in Sankt Georgen, auch dort mit Zwangsarbeitern.
In unmittelbarer Nachbarschaft des Konzentrationslagers befanden sich auf dem Gelände der Neuen Baumwollen-Spinnerei Baracken für die Zwangsarbeiter. In einer „Betreuungsstätte“ für Kinder von Zwangsarbeiterinnen starben mindestens neunundzwanzig Babys. Die Mütter mussten sechzehn Tage nach der Entbindung wieder an die Arbeit, die Babys blieben sich selbst überlassen, ihr Tod war geplant und einkalkuliert.